# Zunacetha bipartita
Zunacetha bipartita är en fjärilsart som beskrevs av Walker 1863. Zunacetha bipartita ingår i släktet Zunacetha och familjen tandspinnare. Inga underarter finns listade i Catalogue of Life.